# Ali Daei
Ali Daei (farsi: علی دایی, pronunciat [ʔæliː dɑːjiː]; nascut el 21 de març de 1969) és un ex jugador de futbol iranià (ètnicament turc àzeri) i després entrenador del club Saba Qom.
Fou capità de la selecció iraniana de futbol i va jugar a Europa al Bayern de Múnic i al Hertha BSC i és el màxim golejador de tots els temps en partits internacionals. Del juny de 2007 fins a 2013, Daei fou membre del Comitè de la FIFA.